# Стереохимия
Стереохи́мия (от др.-греч. στερεός «твёрдый; пространственный»), структу́рная химия — раздел химии о пространственном строении молекул и влиянии его на химические свойства (статическая стереохимия) и на направление и скорость реакций (динамическая стереохимия).

## Хиральность
Важное структурное свойство веществ — хиральность (от греч. χειρ «рука») или отсутствие зеркальной симметрии — явление, свойственное любым объектам, которые несовместимы со своим отображением в плоском зеркале. Химики называют зеркально асимметричные молекулы оптическими R- и S-изомерами, или энантиомерами. «Правую» и «левую» можно отличить следующими методами: измерение угла вращения плоско поляризованного света (энантиомеры вращают свет одинаково, но в разные стороны, которые не всегда соответствуют названию энантиомеров); хроматография c хиральной насадкой (например, декстрины); электрофорез в хиральном растворителе; снятие ЯМР спектров; использование ферментов. Химия живой природы оказывает предпочтение L-амино-кислотам и D-сахарам по сравнению с их зеркальными изомерами.
Игнорирование такой структурной особенности, например, лекарств может привести к жутким трагедиям. Вследствие хиральности биомолекул химические процессы в организме чувствительны к различиям между оптическими изомерами. Насколько серьёзными могут быть последствия этого, показал случай с талидомидом. В 1963 г. было обнаружено, что его употребление приводит к врожденным уродствам. Один энантиомер этого соединения помогал избавиться от утренней тошноты, другой вызывал нарушение эмбрионального развития (по разным оценкам от 8 до 12 тысяч детей родились с врожденным уродством). Фармацевтическая промышленность уделяет пристальное внимание разделению энантиомеров.

## Организации
Институтов в России нет. Есть отделы и лаборатории структурной или стереохимии в ведущих академических институтах.
Издаются журналы «Журнал структурной химии» и «Координационная химия».